# Cerro Juncal
Cerro Juncal eller Nevado Juncal är ett berg i Chile på gränsen till Argentina. Det ligger i provinsen Provincia de Cordillera och regionen Región Metropolitana de Santiago, i den centrala delen av landet. Toppen på Cerro Juncal är 6 110 meter över havet.
Cerro Juncal är den högsta punkten i trakten.
Trakten runt Cerro Juncal är ofruktbar med lite eller ingen växtlighet.